# Họ Vịt
Họ Vịt (danh pháp khoa học: Anatidae) là một họ bao gồm các loài vịt và các loài thủy điểu trông giống vịt nhất, chẳng hạn như ngỗng và thiên nga. Chúng là các loài chim đã tiến hóa để thích nghi với việc bơi lội, trôi nổi trên mặt nước và đôi khi lặn xuống ít nhất là trong các vùng nước nông. Loài ngỗng bồ các hiện nay không còn được coi là một phần của họ Anatidae mà đã được tách ra thành họ khác biệt chứa chính nó, gọi là Anseranatidae.
Các loài trong họ này dao động về kích thước từ nhỏ như le khoang cổ chỉ dài 26,5 cm (10,5 inch) và cân nặng 164 gam (5,8 oz) tới lớn như thiên nga kèn dài tới 183 cm (6 ft) và cân nặng 17,2 kg (38 pao). Chúng có các chân màng và mỏ dẹp nhiều hay ít. Bộ lông vũ của chúng chống thấm nước rất tốt nhờ một loại mỡ đặc biệt. Họ Anatidae đáng chú ý ở chỗ đây là một trong số ít các họ chim có dương vật; đây là cơ chế thích nghi cho việc giao phối trong nước. Các loại lông tơ, lông vũ mềm của vịt, vịt biển, ngỗng khá phổ biến để làm đệm trải giường, gối, túi ngủ và áo khoác. Nhiều thành viên trong họ này được sử dụng làm nguồn cung cấp thực phẩm cho con người.
Loài người có các mối quan hệ lịch sử lâu dài với vịt, ngỗng, ngan, thiên nga. Chúng là quan trọng về mặt kinh tế – thương mại và văn hóa đối với con người và một vài loài thủy điểu dạng vịt cũng nhạn được lợi ích từ sự gắn bó với con người. Mặt trái của mối quan hệ này là một vài loài thủy điểu dạng vịt cũng là những loài sinh vật gây hại trong nông nghiệp, hay có vai trò như là các sinh vật mang mầm bệnh để lây truyền sang con người, chẳng hạn bệnh cúm gia cầm. Nhiều loài vịt và ngỗng đã tuyệt chủng và nhiều loài hiện nay được coi là đang nguy cấp do các hoạt động của con người. Trong khi địa vị của Anatidae như một họ sinh học là dễ hiểu và có ít tranh cãi về việc những loài nào thuộc về họ này thì các mối quan hệ giữa các tông và các phân họ khác nhau trong phạm vi họ này lại được nghiên cứu và hiểu chưa kỹ. Danh sách các phân họ liệt kê trong hộp thông tin ở bên phải bài này đơn giản chỉ là một trong nhiều cách sắp xếp có thể dành cho các loài trong phạm vi họ Anatidae. Xem thêm thông tin cụ thể dưới đây.

## Hệ thống học
Hiện tại, hệ thống học của họ Anatinae ở tình trạng thay đổi liên tục. Trước đây nó được phân chia thành 6 phân họ, nhưng nghiên cứu các đặc trưng giải phẫu do Livezey tiến hành gợi ý rằng họ Anatidae tốt hơn nên chia thành 9 phân họ. Phân loại này phổ biến vào cuối thập niên 1980 tới thập niên 1990. Nhưng các phân tích chuỗi mtDNA lại chỉ ra một số điều, chẳng hạn như vịt mò và vịt lặn không thuộc về cùng một phân họ. Trong khi đây có thể là một trong những thiếu sót trong phân tích của Livezey, nhưng mtDNA là nguồn không đủ tin cậy để cung cấp thông tin phát sinh loài ở nhiều loài thủy điểu (đặc biệt là ở nhóm vịt mò) do khả năng của chúng trong việc sinh ra các con lai có khả năng sinh sản, trong những trường hợp hiếm xảy ra hơn thậm chí khả năng này có thể còn vượt qua cả cấp độ chi (ví dụ như ở "ngan"). Do kích thước lấy mẫu nhỏ trong nhiều nghiên cứu ở cấp độ phân tử có khả năng thực hiện được cho tới nay, nên các kết quả mtDNA cần được xem xét một cách thận trọng.
Nhưng trong khi sự xem xét bao hàm toàn diện về họ Anatidae để hợp nhất mọi chứng cứ thành cây phát sinh loài đáng tin cậy vẫn còn chưa có thì các lý do cho các dữ liệu gây bối rối lại tương đối rõ ràng: Như được chứng minh từ hóa thạch Hậu Phấn trắng của Vegavis iaai — loài thủy điểu hiện đại thời kỳ đầu thuộc về dòng dõi đã tuyệt chủng — thì họ Anatidae là nhóm cổ đại trong số các nhóm chim hiện đại. Các tổ tiên trực tiếp sớm nhất của chúng, mặc dù chưa được ghi nhận bằng hóa thạch, cũng có thể được giả định cho là đương thời với các loài khủng long. Một khoảng thời gian dài để tiến hóa và các chuyển dịch từ kiểu sống này sang kiểu sống khác của thủy điểu đã làm mờ đi nhiều đặc trưng tồn tại trước khi có tổ tiên chung gần nhất của nhóm, trong khi các đặc trưng phát sinh sau khi chúng đã tách ra khỏi tổ tiên chung gần nhất lại dường như thường là kết quả của tiến hóa song song, chẳng hạn kiểu "vịt không lặn" được thể hiện ở những chi không có quan hệ họ hàng gần như Dendrocygna, Amazonetta và Cairina. Đối với các mẫu hóa thạch, xem dưới đây.
Theo kiểu khác, họ Anatidae có thể được coi là bao gồm 3 phân họ (về cơ bản là vịt, ngỗng, thiên nga) trong đó chứa các nhóm được thể hiện tại đây như là các tông, trong đó thiên nga tách ra thành phân họ Cygninae, phân họ ngỗng (Anserinae) cũng chứa các loài le nâu còn phân họ Anatinae chứa toàn bộ các nhánh khác còn lại.

### Dendrocygninae: Le nâu
Một chi phân bố rộng khắp vùng nhiệt đới, chứa các loài chim khác biệt với các chân dài, trông tương tự ngỗng:
- Dendrocygna: Le nâu (9 loài còn sinh tồn)

### Thalassorninae: Vịt lưng trắng
Một chi độc loài ở châu Phi, có quan hệ họ hàng gần gũi nhất với phân họ Dendrocygninae, mặc dù cũng thể hiện các tương đồng hội tụ với phân họ Oxyurinae:
- Thalassornis: Vịt lưng trắng

### Anserinae: Thiên nga và ngỗng

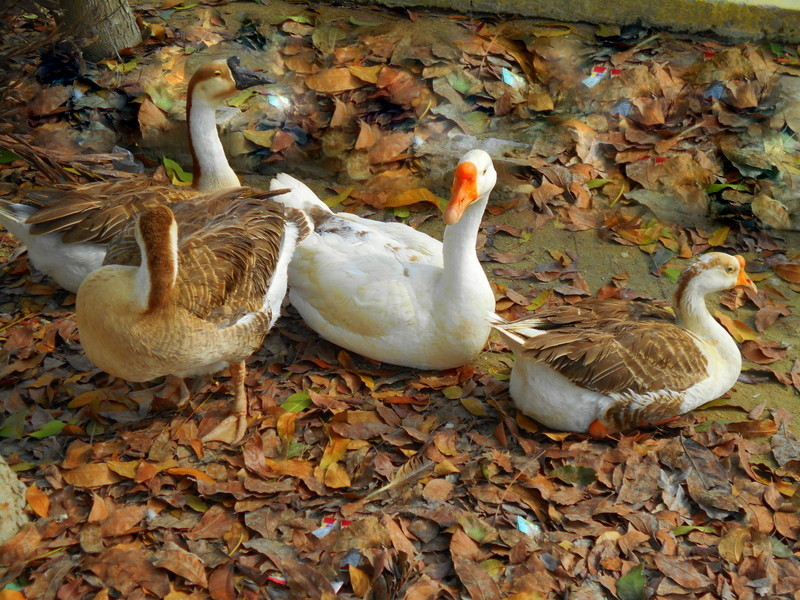
Thiên nga và vịt ở Ấn Độ

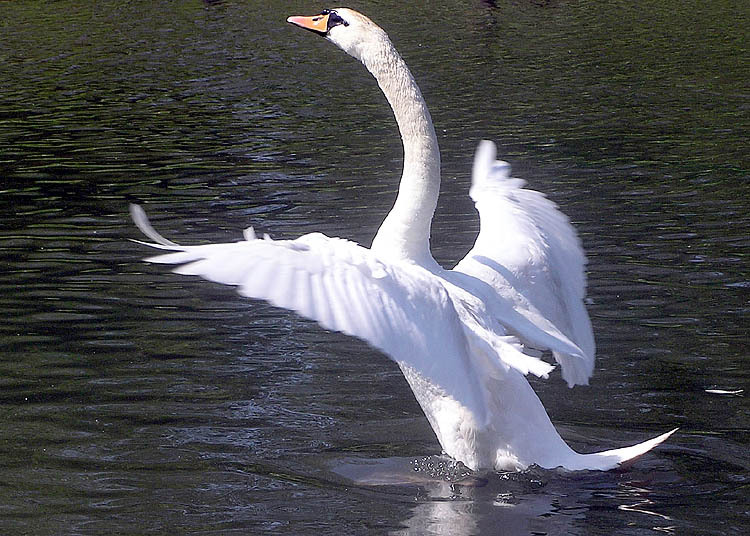
Thiên nga trắng.

Chứa từ 3 tới 7 chi còn sinh tồn và khoảng 25-30 loài còn sinh tồn, chủ yếu ở vùng ôn đới mát của Bắc bán cầu nhưng có một vài loài ở Nam bán cầu, với các loài thiên nga trong 1 chi (2 chi trong một vài cách sắp xếp, xử lý), và ngỗng trong 3 chi (2 chi trong một vài phân loại). Một số các loài khác đôi khi được đặt trong phân họ này, nhưng dường như chúng hơi khác biệt (xem dưới đây):
- Cygnus: thiên nga thật sự (7 loài, 4 loài đôi khi tách ra để tạo thành chi Olor)
- Anser nghĩa hẹp: ngỗng xám (7 loài)
- Chen: ngỗng trắng (3 loài, đôi khi gộp lại vào trong chi Anser)
- Branta: ngỗng đen (6 loài sinh tồn)

### Stictonettinae: Vịt tàn nhang
Một chi ở Australia, trước đây gộp trong phân họ Oxyurinae, nhưng với giải phẫu gợi ý nó là dòng dõi cổ khác biệt, có lẽ có quan hệ họ hàng gần gũi nhất với phân họ Anserinae, đặc biệt là ngỗng đảo Cape Barren:
- Stictonetta: Vịt tàn nhang

### Plectropterinae: Ngỗng cánh cựa
Một chi tại châu Phi, trước đây gộp chung trong nhóm "vịt đậu cây", nhưng gần gũi hơn cả là đối với phân họ Tadorninae:
- Plectropterus: Ngỗng cánh cựa

### Tadorninae: Vịt khoang và ngỗng khoang

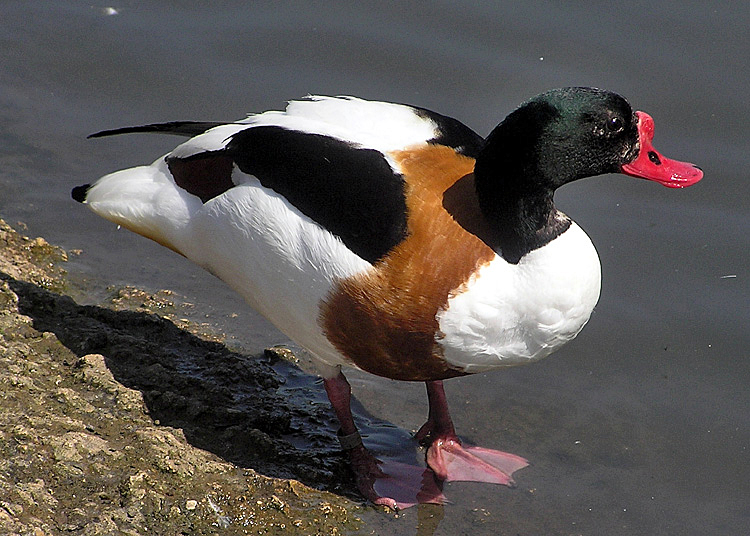
Vịt khoang đực.

Nhóm bao gồm các loài thủy điểu lớn, thường là sống nửa cạn nửa nước, có thể nhìn nhận như là trung gian giữa Anserinae và Anatinae. Sửa đổi năm 1986 đã đưa vào 10 chi còn sinh tồn với khoảng 20 loài còn sinh tồn (một có lẽ đã tuyệt chủng) trong phân họ này, chủ yếu ở Nam bán cầu nhưng có một ít loài ở Bắc bán cầu, tuy nhiên sự sáp nhập của một vài chi được giả định là thuộc Tadorninae sau đó bị nghi vấn và nhóm trong kiểu sắp xếp truyền thống rất có thể là cận ngành:
- Pachyanas: Vịt đảo Chatham (Chim tiền sử Hậu Đệ Tứ)
- Tadorna: Vịt khoang (7 loài, 1 có lẽ đã tuyệt chủng) – có thể cận ngành
- Salvadorina: Mòng két Salvadori
- Centrornis: Ngỗng khoang Madagascar (Chim tiền sử Hậu Đệ Tứ, đặt vào đây không chắc chắn)
- Alopochen: Ngỗng Ai Cập và vịt khoang Mascarene (1 loài sinh tồn, 2 tuyệt chủng)

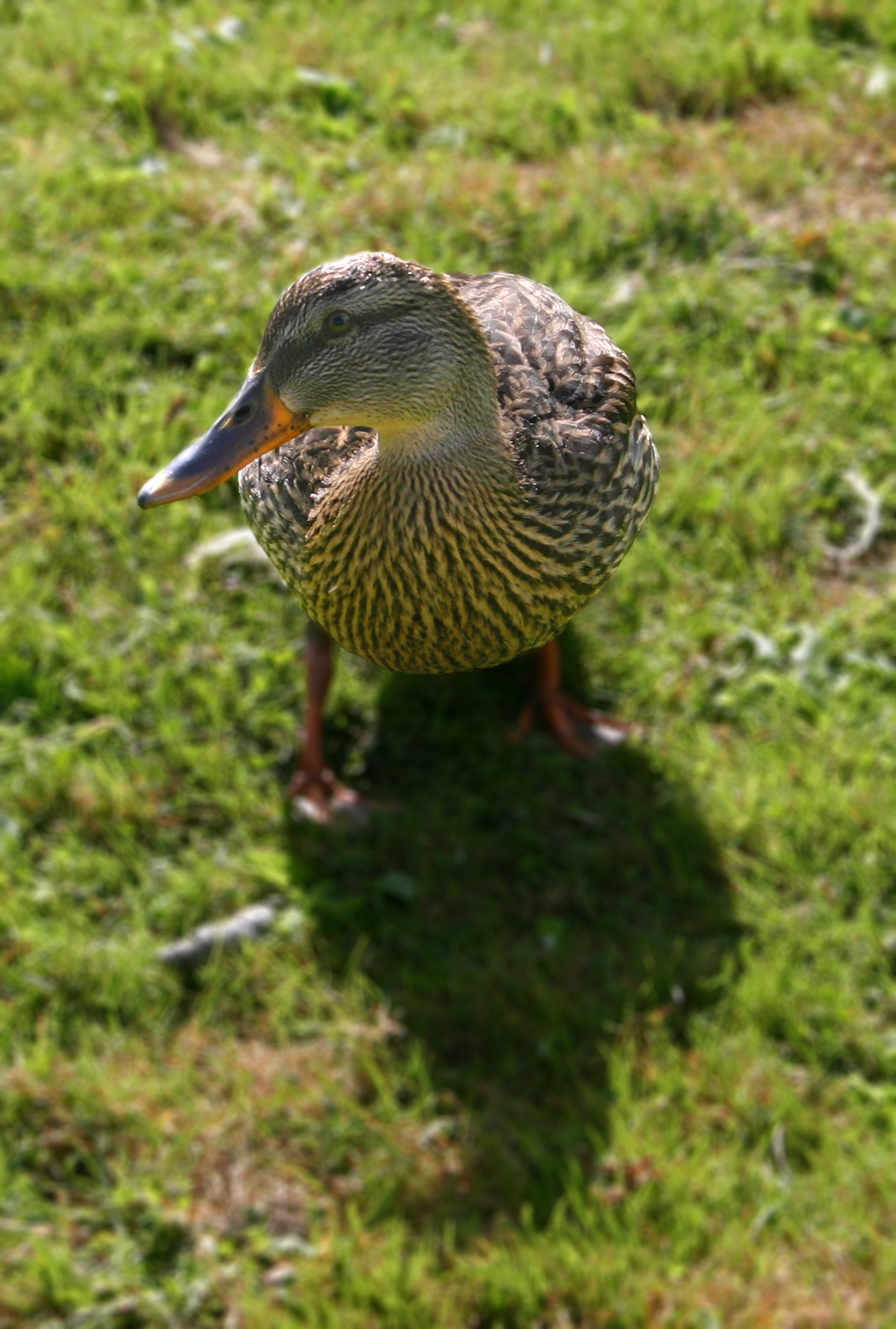
Vịt cổ xanh cái

- Neochen: Ngỗng Orinoco
- Chloephaga: Ngỗng khoang (5 loài)
- Hymenolaimus: Vịt lam
- Merganetta: Vịt nước lũ

### Anatinae: Vịt mò và moa-nalo
Nhóm vịt mò (vịt thật sự), với sự phân bố rộng khắp thế giới, trước đây chỉ hạn chế trong 1 hay 2 chi, nhưng đã được mở rộng để bao gồm 8 chi còn sinh tồn và khoảng 55 loài còn sinh tồn, bao gồm vài chi trước đây gọi chung là "vịt đậu cây"; ngược lại chứng cứ mtDNA fđã xác nhận rằng chi Anas là gộp đống hỗn tạp và đặt ra nghi vấn về việc sáp nhập vịt lặn trong vài chi (xem dưới đây):
- Anas: vịt trời mareca, vịt cánh trắng, mòng két, mòng két mày trắng, vịt mốc, vịt cổ xanh, vịt mỏ thìa, vịt Baikal v.v (40-50 loài còn sinh tồn, 3 tuyệt chủng) – cận ngành
- Lophonetta: Vịt mào
- Speculanas: Vịt cánh màu đồng
- Amazonetta: Vịt Brasil

Nhóm moa-nalo, với 4 loài trong 3 chi đã biết cho tới nay, là một nhóm kỳ dị bao gồm các loài "vịt/ngỗng" không bay, đã tuyệt chủng, có trên quần đảo Hawaii. Lớn về kích thước và mỏ to, chúng được người ta coi là "ngỗng", nhưng trên thực tế lại thể hiện có quan hệ họ hàng rất gần với vịt cổ xanh. Có lẽ chúng đã tiến hóa để chiếm lĩnh hốc sinh thái của các loài rùa, động vật móng guốc và động vật lớn ăn cỏ (Megafauna) khác.
- Chelychelynechen: Moa-nalo hàm rùa (Chim tiền sử Hậu Đệ Tứ)
- Thambetochen: Moa-nalo mỏ to (2 loài, chim tiền sử Hậu Đệ Tứ)
- Ptaiochen: Moa-nalo mỏ nhỏ (Chim tiền sử Hậu Đệ Tứ)

### Aythyinae: Vịt lặn
Khoảng 15 loài vịt lặn, với sự phân bố khắp thế giới, trong 2-4 chi. Phân tích hình thái năm 1986 gợi ý rằng loài vịt tai hồng ở Ấn Độ, có lẽ đã tuyệt chủng, trước đây liệt kê trong chi Rhodonessa, nên được đặt trong chi Netta, nhưng điều này bị nghi vấn. Ngoài ra, trong khi về mặt hình thái chúng gần với nhóm vịt mò, nhưng các dữ liệu mtDNA lại chỉ ra rằng việc coi chúng là một phân họ khác biệt là chính xác hơn, với Tadorninae là gần gũi với vịt mò hơn là gần với vịt lặn:
- Netta: Vịt lặn mào đỏ và đồng minh (4 loài, 1 có lẽ tuyệt chủng)
- Aythya: Vịt lặn, vịt bãi v.v (12 loài)

### Merginae: Vịt biển

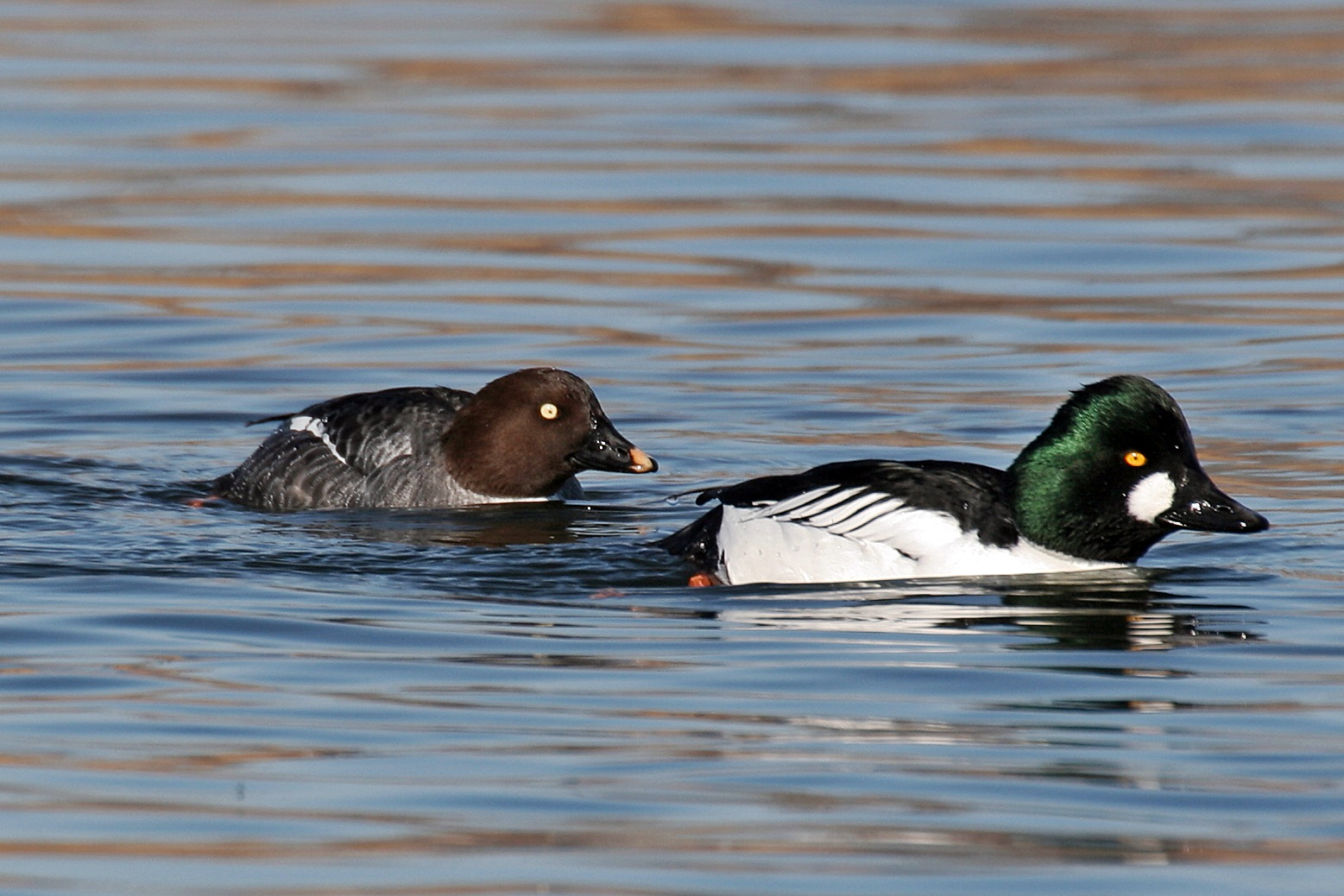
Một đôi vịt mắt vàng thường, con đực ở mé phải.

Có 9 chi còn sinh tồn và khoảng 20 loài còn sinh tồn; phần lớn nhóm này sinh sống tại Bắc bán cầu, nhưng một ít loài (chủ yếu đã tuyệt chủng) sinh sống ở Nam bán cầu:
- Chendytes: Ngỗng lặn (Chim tiền sử Hậu Đệ Tứ)
- Polysticta: Vịt nhung Steller
- Somateria: Vịt nhung (3 loài)
- Histrionicus: Vịt Harlequin (bao gồm cả chi Ocyplonessa)
- Camptorhynchus: Vịt Labrador (tuyệt chủng)
- Melanitta: Vịt Scoter (3 loài)
- Clangula: Vịt đuôi dài (1 loài)
- Bucephala: Vịt mắt vàng (3 loài)
- Mergellus: Vịt mào
- Lophodytes: Vịt biển mào
- Mergus: Vịt cát (5 loài sinh tồn, 1 tuyệt chủng).

### Oxyurinae: Vịt đuôi cứng
Nhóm nhỏ gồm 3-4 chi, 2-3 trong đó đơn loài, với 7-8 loài sinh tồn:
- Oxyura: Vịt đuôi cứng (5 loài sinh tồn)
- Nomonyx: Vịt mặt nạ
- Biziura: Vịt xạ (1 loài sinh tồn, tạm thời đặt vào đây)
- Heteronetta: Vịt đầu đen

### Chưa giải quyết

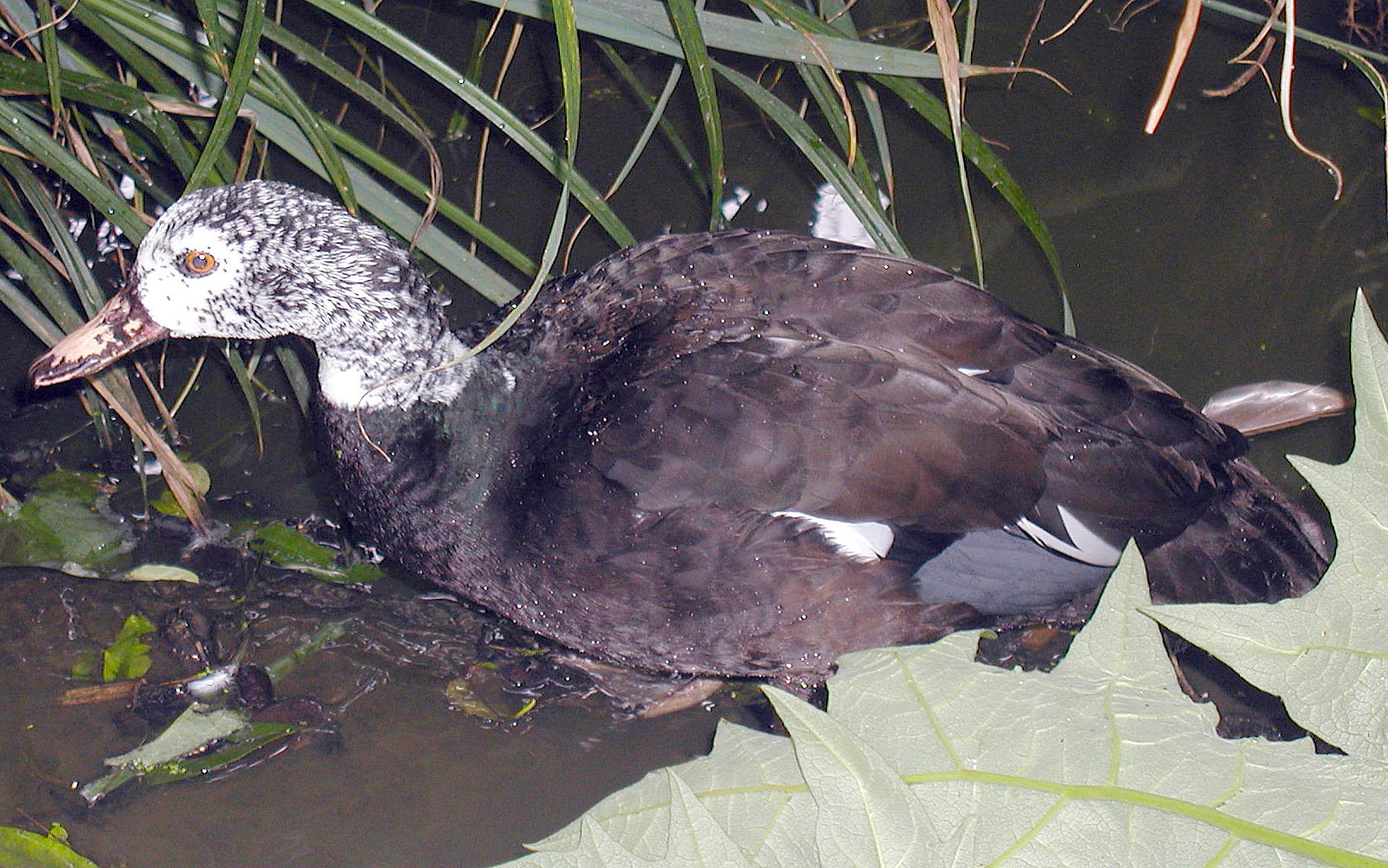
Loài hiếm ngan cánh trắng với vị trí phân loại chưa rõ ràng.

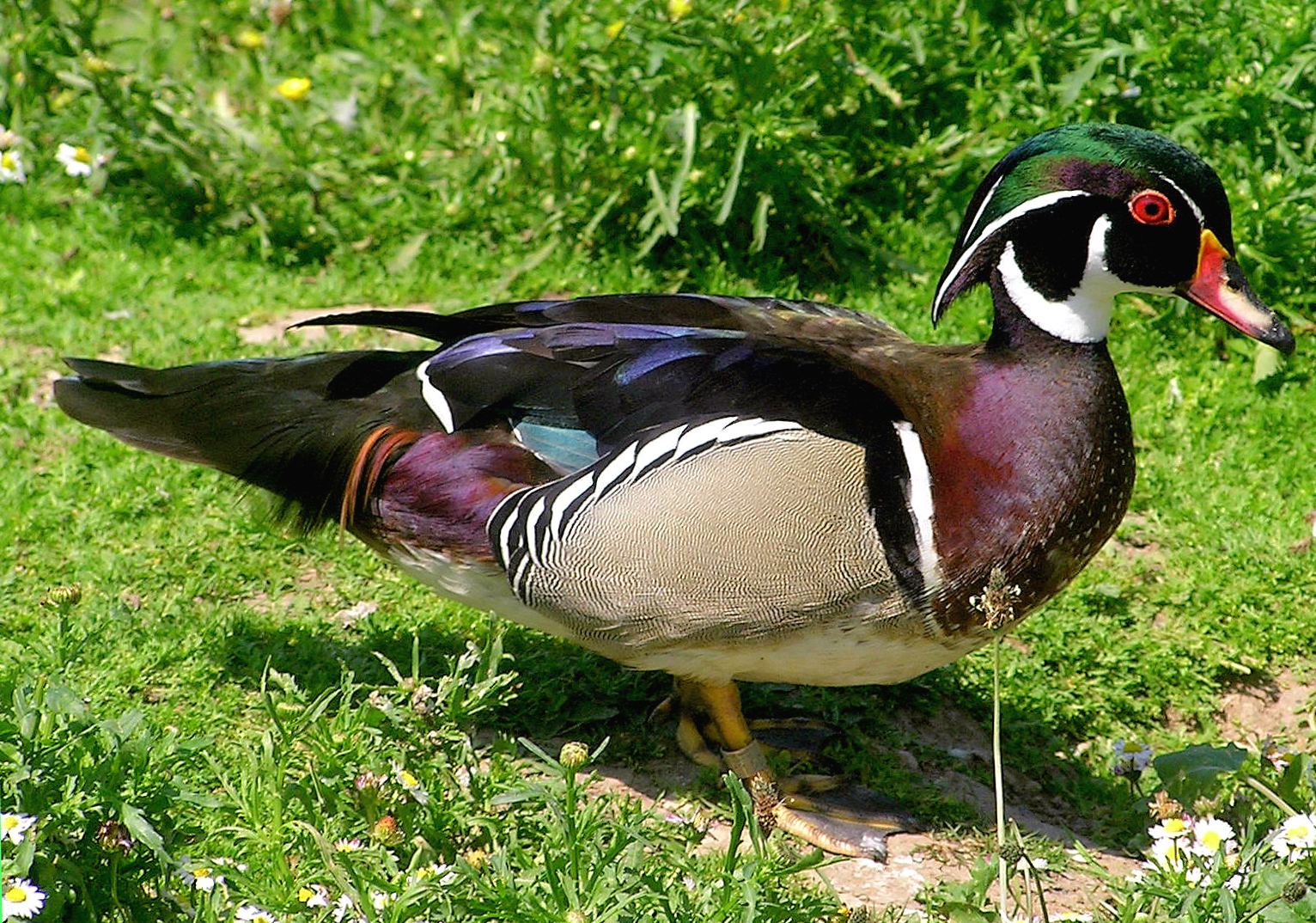
Vịt Carolina (Aix sponsa)

Mức độ lớn nhất về sự không chắc chắn liên quan tới việc một số các chi là gần với vịt khoang hay là với vịt mò hơn. Xem thêm các phân họ đơn loài trên đây cùng bài về "vịt đậu cây"
- Coscoroba: Thiên nga Coscoroba – Anserinae hay cùng phân họ với Cereopsis?
- Cereopsis: Ngỗng đảo Cape Barren – Anserinae, Tadorninae hay phân họ của chính nó?
- Cnemiornis: Ngỗng New Zealand (Chim tiền sử Hậu Đệ Tứ) – vị trí giống như Cereopsis
- Malacorhynchus: Vịt tai hồng (1 loài sinh tồn?) – Tadorninae, Oxyurinae hay Dendrocheninae?
- Sarkidiornis: Vịt mồng – Tadorninae hay gần gũi hơn với vịt mò?
- Tachyeres: Vịt guồng (4 loài) – Tadorninae hay gần gũi hơn với vịt mò?
- Cyanochen: Ngỗng cánh lam – Tadorninae hay thuộc nhánh xa hơn?
- Nettapus: Ngỗng lùn (3 loài) – Anatinae hay một phần của sự phân nhánh tại Nam bán cầu?
- Pteronetta: Vịt Hartlaub – theo truyền thống thì là vịt mò, nhưng có thể gần gũi hơn với Cyanochen
- Cairina: Ngan bướu mũi và ngan cánh trắng (2 loài) – theo truyền thống là vịt mò, nhưng có thể cận ngành, với 1 loài trong Tadorninae còn loài kia gần gũi hơn với vịt lặn.
- Aix: Uyên ương và vịt Carolina (2 loài) – vịt mò hay Tadorninae?
- Callonetta: Mòng két vòng – vịt mò hay Tadorninae?
- Chenonetta: Vịt bờm/vịt rừng Australia (1 loài sinh tồn) – vịt mò hay Tadorninae? Bao gồm cả chi Euryanas.
- Marmaronetta: Vịt cẩm thạch – Trước đây thuộc vịt mò; thực tế có thể là vịt lặn hay phân họ khác biệt.

Từ các mẩu xương cận hóa thạch tìm thấy tại Kauaʻi (quần đảo Hawaii), hai loài thủy điểu bí ẩn đã được biết. Quần chim còn sinh tồn và tiền sử được gán cho bộ Ngỗng của quần đảo này chứa ngỗng Branta và các hậu duệ của chúng, cũng như moa-nalo như đề cập trên đây. Các đơn vị phân loại sau đây, mặc dù có lẽ là các loài mới, nhưng không thể gán thậm chí là vào phân họ; mặc dù Kauaʻi là cổ nhất trong quần đảo lớn Hawaii, nghĩa là các loài này có thể đã tiến hóa trong sự cô lập trong gần 10 Ma (kể từ Hậu Miocen), không giúp gì trong việc xác định các mối quan hệ thân thuộc của chúng:
- "Vịt khoang" chân dài, Anatidae chi không rõ loài mơ hồ (sp. et gen. indet.).
- Vịt mắt nhỏ, Anatidae chi không rõ loài mơ hồ (sp. et gen. indet.).

Tương tự, ngỗng Wetmore (Geochen rhuax) từ đảo Big của quần đảo Hawaii và loài chim lớn giống như ngỗng từ Oʻahu chỉ được biết đến từ các mảnh xương rất không hoàn chỉnh (trường hợp đầu là các mảnh xương bị hư hại rất nhiều). Loài thứ nhất được tin là của một loài vịt khoang, nhưng điều này nói chung bị gạt bỏ bởi các hư hại đối với mẫu vật cũng như khi cân nhắc tới địa sinh học. Tuy nhiên, chim Kauaʻi chân dài, có thể gợi ý bóng gió về khả năng tồn tại trước đây của nhóm Tadorninae trên quần đảo này.

### Anatidae hóa thạch

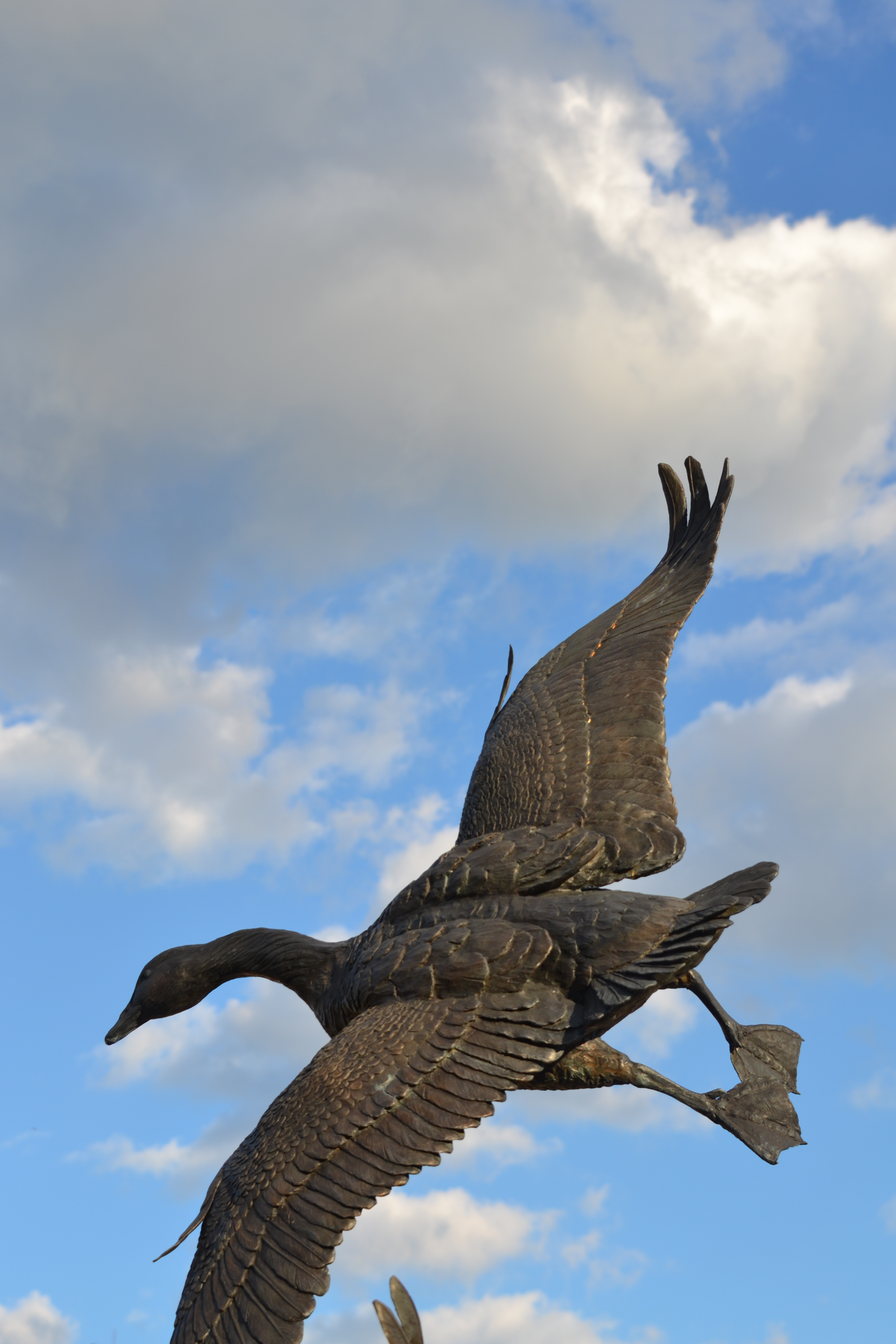
Tượng vịt đồng tại trường Christopher Newport University

Các mẫu hóa thạch của họ Anatidae là khá nhiều, nhưng nhiều chi tiền sử không thể gán một cách chắc chắn vào các phân họ ngày nay còn sinh tồn vì các lý do như đã nêu trong bài. Một số (chẳng hạn như Eonessa) dường như thuộc về các phân họ đã hoàn toàn tuyệt chủng. Đối với các loài tiền sử của các chi còn sinh tồn, xem loạt các bài về các chi tương ứng.
- Eonessinae – chim dạng vịt cổ đại đã tuyệt chủng
  - Eonessa (thế Eocen ở Utah, Hoa Kỳ)
- Dendrocheninae – họ hàng tiến hóa hơn của le nâu hay họ hàng tổ tiên hơn của vịt đuôi cứng và tiến hóa song song với le nâu; có lẽ tuyệt chủng nhưng Malacorhynchus có thể thuộc về đây
  - Mionetta (Hậu Oligocen – Trung Miocen ở Trung Âu) – bao gồm "Anas" blanchardi, "A." consobrina, "A." natator, "Aythya" arvernensis
  - Manuherikia (Bathans Tiền/Trung Miocen ở Otago, New Zealand)
  - Dendrochen (Tiền – Hậu? Miocen) – bao gồm "Anas" integra, "A." oligocaena
  - Dendrocheninae gen. et sp. indet. (Hậu Miocen ở Argentina) – Dendrocheninae?
- Anserinae
  - Cygnavus (Tiền Oligocen ở Kazakhstan – Tiền Miocen ở Đức)
  - Cygnopterus (Trung Oligocen ở Bỉ – Tiền Miocen ở Pháp) – đôi khi gộp trong Cygnavus
  - Megalodytes (Trung Miocen ở California, Hoa Kỳ)
  - "cf. Megalodytes" (Haraichi Trung Miocen ở Annaka, Nhật Bản)
  - Anserobranta (Hậu Miocen ở Trung Âu) – bao gồm "Anas" robusta, tính hợp lệ bị nghi ngờ
  - Presbychen (Temblor Hậu Miocen ở Sharktooth Hill, Hoa Kỳ)
  - Afrocygnus (Hậu Miocen?- Tiền Pliocen ở Trung Sahara, châu Phi)
  - Paracygnus (Kimball Hậu Pliocen ở Nebraska, Hoa Kỳ)
  - Eremochen (Pliocen)
- Tadorninae
  - Miotadorna (Bathans Tiền/Trung Miocen ở Otago, New Zealand)
  - Tadorninae gen. et sp. indet. (Calvert Trung Miocen ở Maryland, Hoa Kỳ)
  - Balcanas (Tiền Pliocen ở Dorkovo, Bulgaria) – có thể là đồng nghĩa của Tadorna hay thậm chí là của loài vịt khoang
  - Anabernicula (Hậu Pliocen?- Hậu Pleistocen ở tây nam và tây Bắc Mỹ)
  - Brantadorna (Trung Pleistocen ở lạch Vallecito, Hoa Kỳ)
  - Nannonetta (Hậu Pleistocen ở Peru)
- Anatinae
  - Sinanas (Trung Miocen)
  - Wasonaka (Trung Pliocen)
- incertae sedis
  - Guguschia (Oligocen ở Azerbaijan) – Anserinae?
  - "Anas" luederitzensis (Kalahari Tiền Miocen ở Lüderitzbucht, Namibia) – Anatinae?
  - Dunstanetta (Bathans Tiền/Trung Miocen ở Otago, New Zealand)
  - Matanas (Bathans Tiền/Trung Miocen ở Otago, New Zealand)
  - Anatidae gen. et sp. indet. MNZ S42797 (Bathans Tiền/Trung Miocen ở Otago, New Zealand)
  - "Oxura" doksana (Tiền Miocen ở Dolnice, Czechia)
  - "Aythya" chauvirae (Trung Miocen ở Sansan, Pháp và Credinţa, Romania) – 2 loài
  - Anatidae gen. et sp. indet. (Trung Miocen ở Nördlinger Ries, Đức) – Tadorninae?
  - Anatidae gen. et sp. indet. (Sajóvölgyi Trung Miocen ở Mátraszõlõs, Hungary[10]
  - "Anas" meyerii (Trung Miocen ở Öhningen, Đức)
  - "Anas" velox (Trung – Hậu? Miocen ở Trung Âu) – Anatinae? Có thể gộp "A." meyerii
  - "Anas" isarensis (Hậu Miocen ở Aumeister, Đức) – Anatinae?
  -  ?Anser scaldii (Hậu Miocen ở Antwerp, Bỉ) – Anserinae hoặc Tadorninae
  - "Anas" eppelsheimensis (Tiền Pliocen ở Eppelsheim, Đức) – Anatinae?
  - Aldabranas (Hậu Pleistocen ở Aldabra, Ấn Độ Dương) – Tadorninae hoặc Anatinae
  - "Chenopis" nanus – ít nhất 2 đơn vị phân loại, có thể là loài còn sinh tồn (Pleistocen ở Australia)

Các dạng chim tiền sử bị tranh cãi hoặc giả định là thuộc họ Anatidae:
- Romainvillia (Hậu Eocen/Tiền Oligocen) – Anseranatidae hoặc Anatidae hoặc phân họ của chính nó
- Loxornis (Deseado Tiền Oligocen ở Argentina)
- Paracygnopterus (Tiền Oligocen ở Bỉ và Anh)
- Limicorallus (Indricotherium Trung Oligocen ở Chelkar-Teniz, Kazakhstan)
- Teleornis (Deseado Tiền Oligocen ở Argentina)
- Chenornis (Tiền Miocen) – Anserinae hoặc Phalacrocoracidae
- Paranyroca (Rosebud Tiền Miocen ở quận Bennett, Hoa Kỳ) – dạng khác biệt trong phân họ Anatinae hay họ riêng của chính nó
- Eoneornis (Miocene of Argentina) – Anatinae? nomen dubium
- Eutelornis (Miocene of Argentina) – Anatinae?